# Miquel Vidal Vidal
Miquel Vidal Vidal (Santanyí, 1 de gener de 1960) és un polític balear, diputat al Parlament de les Illes Balears en la IX legislatura.
És llicenciat en biologia i diplomat en magisteri per la Universitat de les Illes Balears. Militant del Partit Popular de les Illes Balears, fou escollir alcalde de Santanyí a les eleccions municipals espanyoles de 1999, 2003, 2007 i 2011. En maig de 2012 fou nomenat secretari general del Partit Popular de les Illes Balears en substitució de Miquel Àngel Ramis Socias. També va ser director general de Medi ambient del Govern Balear entre 1991 i 1995 i portaveu del PP en el Consell Insular de Mallorca en 2011.
En 2013 va renunciar al seu càrrec d'alcalde. Fou elegit diputat per Mallorca a les eleccions al Parlament de les Illes Balears de 2015. A finals de juliol de 2015 fou nomenat president interí del Partit Popular de les Illes Balears arran de la dimissió de Bauzá, fins que el 26 de març de 2017 Gabriel Company Bauzá fou escollit el 7è President del Partit Popular de les Illes Balears.ref>Biel Company, nuevo presidente del PP balear (castellà)</ref> càrrec que ostentà fins al 24 de juliol de 2021 on Margalida Prohens Rigo el succeí.